# Alalakh

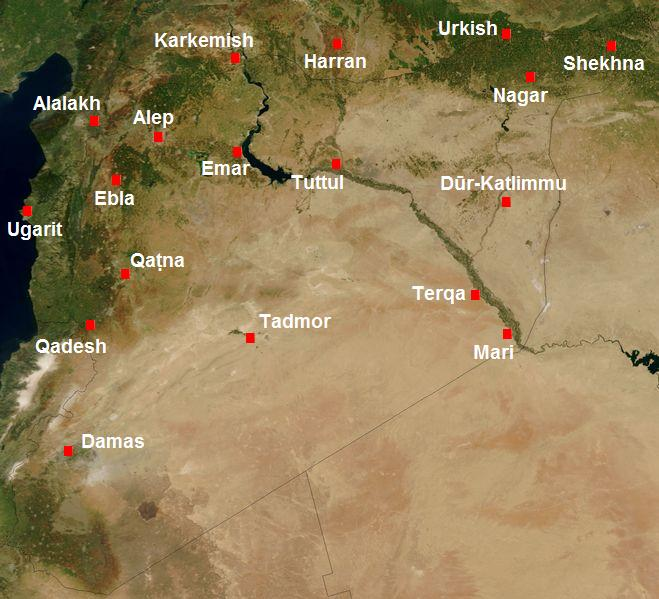
Ligging van Alalakh (in het noordwesten)

Alalakh, Alalach of Alalah is een oeroude stad en de afgeleide stadstaat in de vallei van de Amuq rivier, in de Hatay regio in de omgeving van de stad Antiochië in Zuid-Turkije. De locatie bestaat nu uit een uitgebreide stadsheuvel die bekendstaat als Tel Atchana.

## Geschiedenis
Alalakh stamt uit de midden Bronstijd van het 2e millennium v.Chr., als een van de eerste grote steden in de Vruchtbare Sikkel. Het eerste paleis op de citadel van Alalakh is gebouwd rond 2000 v.Chr., ten tijde van de Derde dynastie van Ur (Ur III).
De opgravingen hebben zo'n 550 spijkerschrifttabletten opgeleverd, meest van de strata VII en IV. De geschreven historie van de site begint onder de naam Alakhtum, volgens kleitabletten uit Mari van de 18e eeuw v.Chr., toen de stad deel uitmaakte van het koninkrijk van Yamhad (huidig Aleppo). Uit een verzameling tabletten van koning Sumu-epeh blijkt de verkoop van het gebied rond Alakhtum aan zijn schoonzoon Zimri-Lim, koning van Mari, terwijl hij zelf opperheer bleef. Na de val van Mari in 1765 v.Chr. lijkt Alalakh weer onder de heerschappij van Yamhad te vallen. Koning Abba-ili van Aleppo gaf het aan zijn broer Yarim-Lim, in een reorganisatie van zijn rijk naar aanleiding van een revolte, en een dynastie van Yarim-Lims afstammelingen heerste, onder de hegemonie van Aleppo, tot aan het einde van de 17e eeuw v.Chr. (volgens de midden chronologie), toen Alalakh vernietigd werd, waarschijnlijk door de Hettitische koning Hattusili I, in het tweede jaar van zijn campagne.
Na een hiaat van iets minder dan een eeuw hervat de geschreven historie van Alalakh, toen het weer de zetel was van een lokale dynastie. De meeste informatie van de stichting van deze dynastie komt van een inscriptie op een standbeeld die klaarblijkelijk de biografie van de grondlegger van de dynastie beschrijft.
De socio-economische geschiedenis van Alalakh tijdens de regeerperiode van Idrimi's zoon en kleinzoon, Niqmepuh en Ilim-ilimma, is goed gedocumenteerd op tabletten die ter plekke zijn opgegraven. Idrimi zelf figureert slechts zelden op deze tabletten.
In het midden van de 14e eeuw v.Chr. versloeg de Hettitische koning Suppiluliuma I koning Tushratta van Mitanni en bracht noordelijk Syrië onder zijn controle, inclusief Alalakh, en lijfde het in bij het Hettitische rijk. Een tablet beschrijft de overdracht van het grootste gedeelte van het land van Mukish (zijnde Alalakh) aan Ugarit, nadat de koning van Ugarit de Hettitische koning alert maakte op een revolte van de koninkrijken van Mukish, Nuhassa en Niye. Alalakh werd waarschijnlijk vernietigd door de Zeevolken in de 12e eeuw, net als vele andere steden aan de kust van Anatolië en de Levant. De locatie werd nooit meer herbouwd, aangezien de haven van Al Mina haar plaats innam tijdens de IJzertijd.

## Strata
| Stratum      |                                                                                      |                          |
| ------------ | ------------------------------------------------------------------------------------ | ------------------------ |
| Alalakh I    | Eindigt in vlammen                                                                   | rond 1190 v.Chr.         |
| Alalakh II   | Kretenziche invloed                                                                  | laat 14e eeuw            |
| Alalakh III  | Egyptische invloed vervangen door Hettitisch Einde door brand van Hett. heiligdommen |                          |
| Alalakh IV   | hoofdstad van Mukish. Parattarna, vazal van Mitanni                                  | 1550-1573                |
| Alalakh V    |                                                                                      |                          |
| Alalakh VI   | Toenemende Hurritische invloed                                                       |                          |
| Alalakh VII  | Paleis van Yarim-Lim, verwoest door Hattusili I?                                     | rond 1770 Spijkerschrift |
| Alalakh VIII |                                                                                      |                          |
| Alalakh IX   |                                                                                      |                          |
| Alalakh X    |                                                                                      |                          |
| Alalakh XI   |                                                                                      |                          |
| Alalakh XII  | Mesopotamisch paleis?                                                                | 2700-2350                |
| Alalakh XIII |                                                                                      |                          |
| Alalakh XIV  |                                                                                      |                          |
| Alalakh XV   |                                                                                      |                          |
| Alalakh XVI  |                                                                                      |                          |
| Alalakh XVII | door grondwater verstoord, Kopertijd                                                 | 3400-3100?               |

## Referentie
- Donald J. Wiseman, 1953. The Alalakh Tablets, (London:British Institute of Archaeology at Ankara); reviewed by Joan Lines in American Journal of Archaeology 59.4 (October 1955) , pp. 331–332; Reprinted 1983 in series AMS Studies in Anthropology ISBN 0-404-18237-2
- Leonard Woolley, Alalakh, An Account of the Excavations at Telle Atchana, Oxford, 1955.
- Frank Zeeb, Die Palastwirtschaft in Altsyrien nach den spatbabylonischen Getreidelieferlisten aus Alalah (Schicht VII), Alter Orient und Altes Testament, no. 282. Münster: Ugart-Verlag, 2002.